# Charles Kao
Charles Kao (xinès: 高錕)  (Shanghai, 4 de novembre de 1933 - Bradbury Hospice, 23 de setembre de 2018) fou un enginyer electrònic i físic xinès d'ètnia han que es va formar a la Universitat de Londres i tenia triple nacionalitat: de Hong Kong, dels Estats Units d'Amèrica i del Regne Unit. Kao va ser pioner en el desenvolupament i l'ús de la fibra òptica en les telecomunicacions. Conegut com el "padrí de la banda ampla", el "pare de la fibra òptica" o el "pare de les comunicacions per fibra òptica", el 2009 va rebre el Premi Nobel de Física, compartit amb altres col·legues, "per les seves importants realitzacions en el camp de la transmissió de la llum dins de les fibres per a la comunicació òptica".
L'any 2010 va fundar, amb la seva esposa, la Charles K. Kao Foundation for Alzheimer’s Disease. El 2002 havia sabut que patia la malaltia d'Alzheimer. El 23 de setembre de 2018 va morir a Hong Kong.